# Стрипы (обувь)

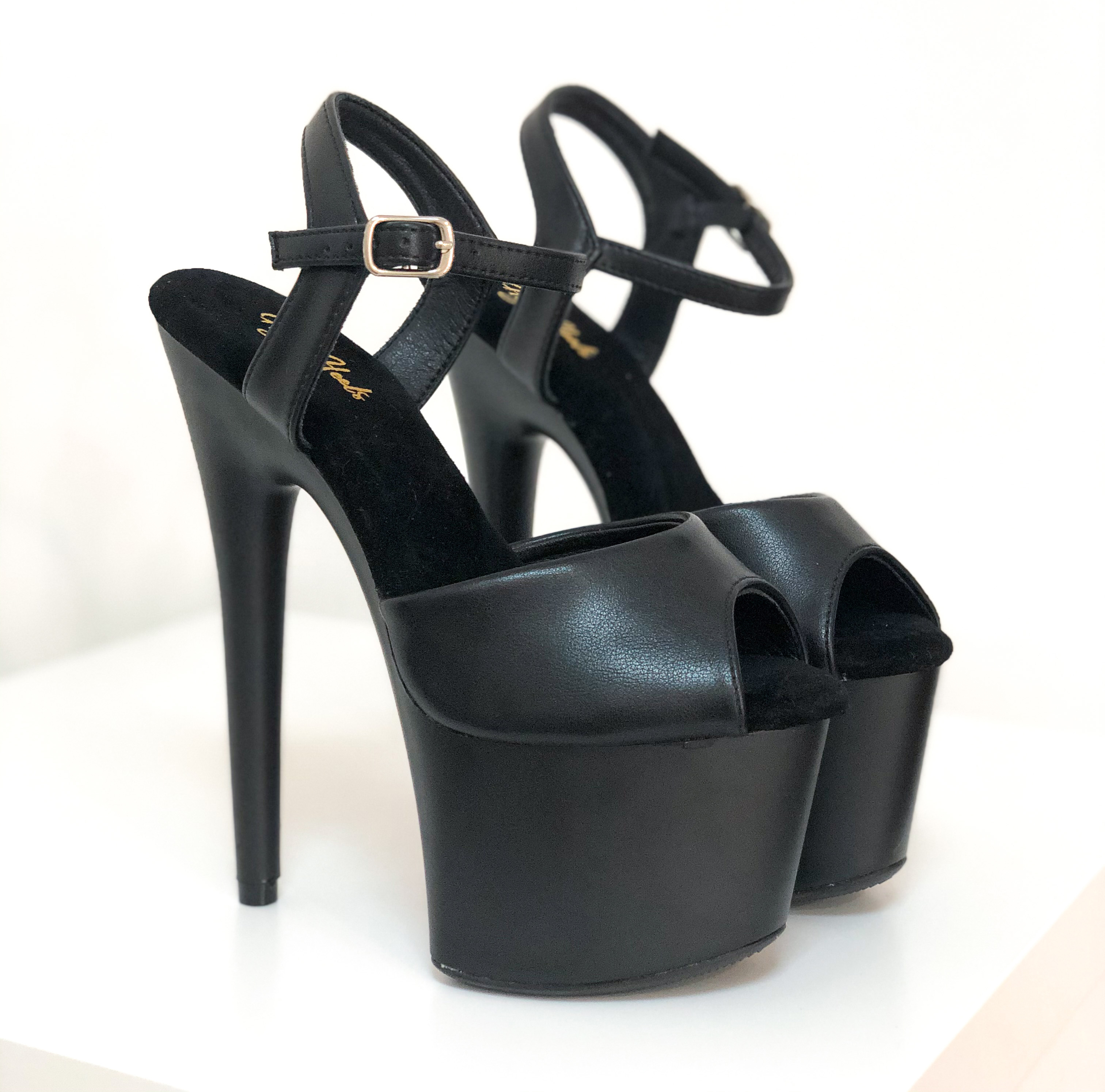
Стрипы-двойки с классическим верхом и чёрной платформой

Стрипы (танцевальная обувь) — специальная обувь на высоком каблуке и высокой платформе, которая предназначена для исполнения exotic pole dance. Также стрипы используют, чтобы танцевать стриптиз и стрип-пластику. Они не гнутся и не изменяют своей формы. Жестко фиксируют стопу. Крайне неустойчивы, поэтому не подходят для других танцев. Моделей такой обуви много, они отличаются по дизайну верха: ботинки, сапоги с высоким голенищем, открытые босоножки с разным дизайном ремешков и союзки, ботфорты выше колена; а также по высоте каблука и платформы. Ранжирование стрипов по высоте обозначается цифрами: единицы, полторашки, двойки, тройки, четвёрки, пятёрки. Разница между высотой каблука и платформы обычно составляет 10 см. Существуют стрипы Heelcut, они имеют такую же платформу, но лишены каблука: его спиливают вручную или изначально отливают платформы без каблука. 

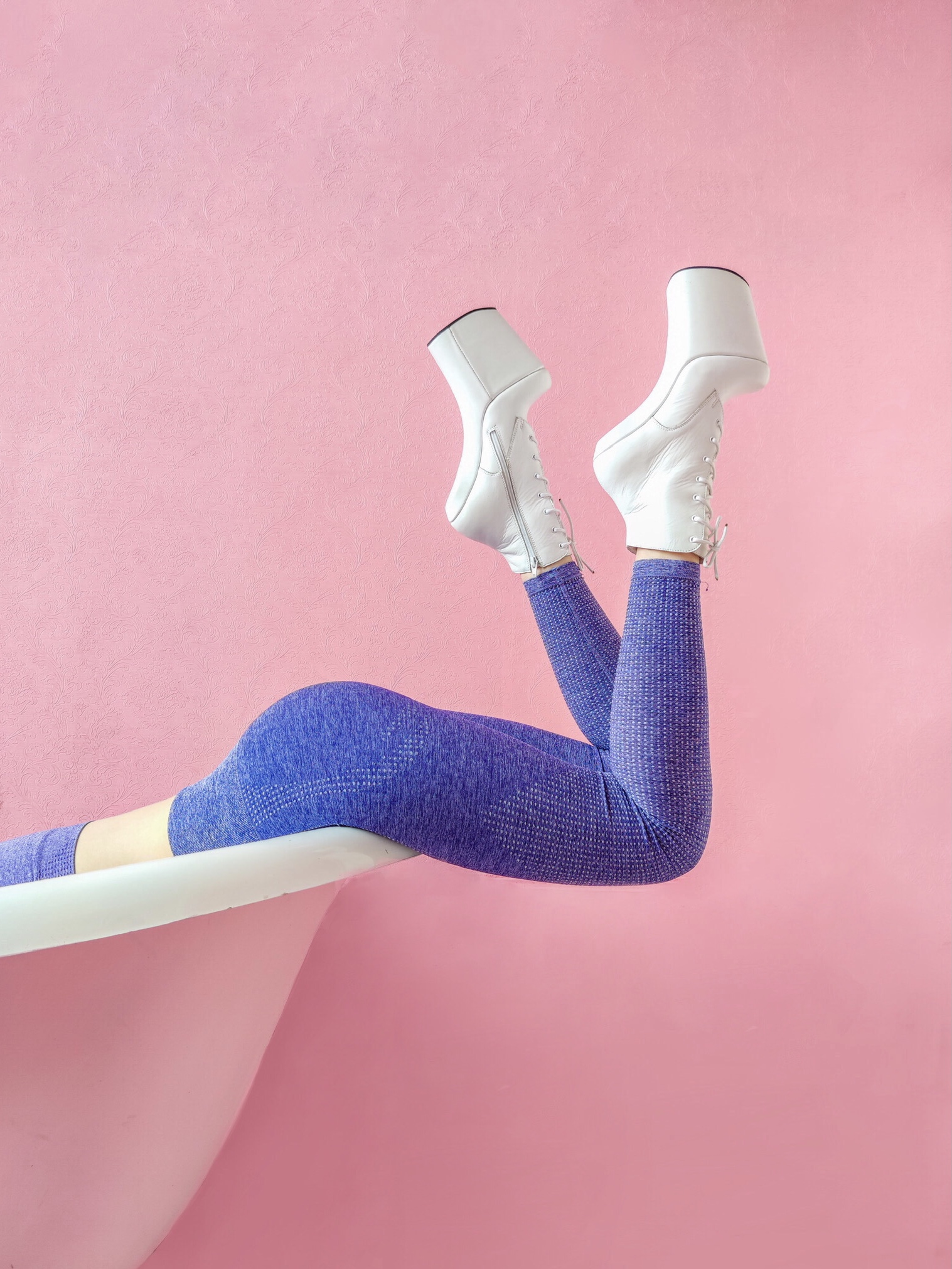
Стрипы Heelcut без каблука

## Высоты
- Единицы: высота каблука 15 см, платформы 5 см.
- Полторашки: высота каблука 16 см, платформы 6 см.
- Двойки: высота каблука 17 см, платформы 7 см.
- Тройки: высота каблука 20 см, платформы 10 см.
- Четвёрки: высота каблука 23 см, платформы 13 см.
- Пятёрки: высота каблука 25 см, платформы 15 см.

## Преимущества
- усиленный замах, помогают перевернуться вниз головой или раскрутиться на пилоне;
- помогают избежать некоторых травм, так как принимают удар на себя, например, при падении стопы на пол;
- визуально удлиняют ногу, делают фигуру стройнее и изящнее;
- многие движения в стрипах исполнять гораздо проще, чем в обычных туфлях. В них и колодка, и каблук, и центр тяжести рассчитаны для танца.